# Maurice Paléologue

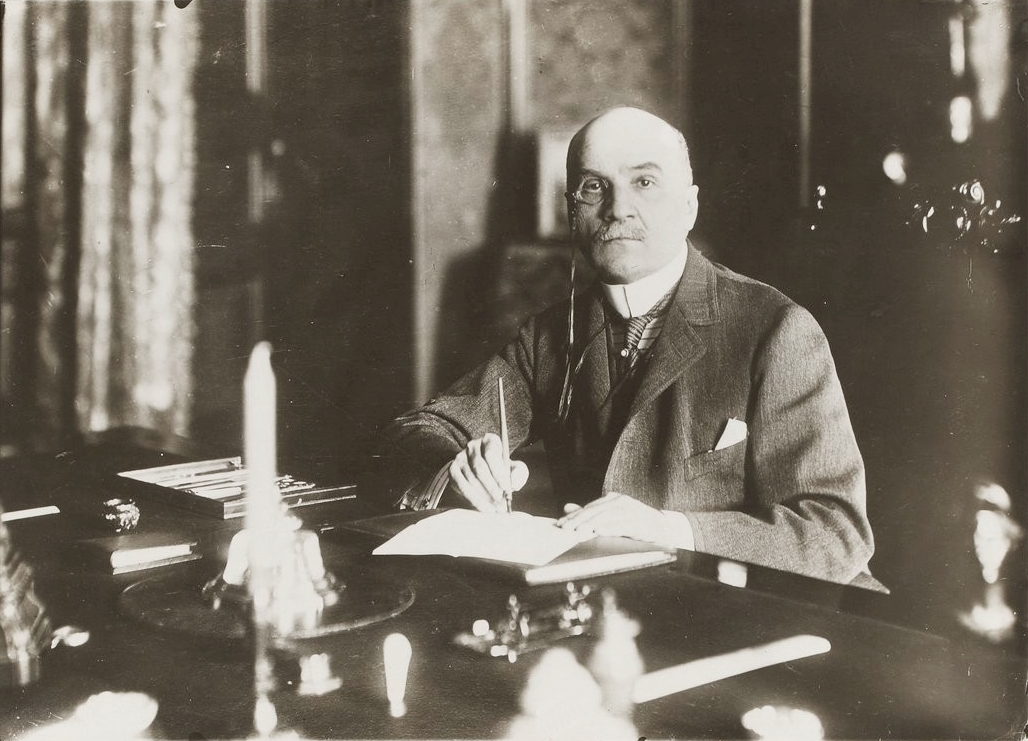
Maurice Paléologue

Maurice Georges Paléologue (Parijs, 13 januari 1859 - aldaar, 18 november 1944) was een Frans diplomaat, schrijver en historicus.

## Biografie

### Achtergrond en opleiding
Maurice Paléologue werd op 13 januari 1859 in Parijs geboren als zoon van Alexandru Paleologu, een Walachse revolutionair die, nadat hij een mislukte aanslag had gepleegd op prins Gheorghe Bibescu, de hospodar van Walachije (1848), naar Frankrijk vluchtte. Maurice Paléologue was ook een van de drie buitenechtelijke zonen van Elisabeta Văcărescu, telg uit de bojarenfamilie Văcărescu. Hij en z'n broers werden geadopteerd door Zoe Văcărescu, de moeder van Elisabeta, die hen haar geboortenaam Paleologu gaf als achternaam. Uiteindelijk werd de naam Paleologu verfranst tot Paléologue. Maurice Paléologue beweerde af te stammen van de Byzantijnse keizersfamilie der Paleologen, iets waar men vandaag de dag aan twijfelt (telgen uit de familie Paleologu claimen afstamming van de Paleologen sinds de 17de eeuw).
Maurice Paléologue studeerde rechten in Parijs.

### Diplomatieke carrière
Maurice Paléologue kreeg in 1880 een betrekking op het ministerie van Buitenlandse Zaken, alvorens ambassadesecretaris te worden in Tanger (Marokko), Peking (China) en Rome (Italië). Sinds 1901 ambassadeur, vertegenwoordigde hij van 1907 tot 1913 Frankrijk in Sofia, Bulgarije.

### AmbassadeurinSint-Petersburg
In 1914 werd Paléologue benoemd tot ambassadeur in Sint-Petersburg. Hij werd een geziene gast in de societykringen van de Russische hoofdstad en onderhield goede betrekkingen aan het hof. Na de moord op de Oostenrijks-Hongaarse kroonprins, aartshertog Frans Ferdinand van Oostenrijk-Este door een Bosnisch-Servische nationalist, stond hij in constant contact met de Russische minister van Buitenlandse Zaken Sergej Sazonov. Paléologue steunde Sazonovs lijn van hard optreden tegen Oostenrijk-Hongarije als dit land Servië zou binnenvallen als wraak op de moord.
Tijdens de Eerste Wereldoorlog bleef Paléologue ambassadeur in Rusland. In opdracht van de Franse regering oefende hij in 1915 druk uit op de Ruasische tsaar om een nieuw offensief tegen de Duitsers te beginnen, om zo het westfront te ontlasten.
Paléologue bekritiseerde in 1915 de russificatie van het op Oostenrijk-Hongarije veroverde Galicië (De Franse regering was bezorgd over de gedwongen bekeringen van Geünieerde Katholieken tot het Russisch-Orthodoxe geloof) over.
In het vroege voorjaar van 1917 raakten zowel Paléologue, als zijn Britse ambtsgenoor Sir George Buchanan, ervan overtuigd dat hervormingen in Rusland noodzakelijk waren, omdat zij een vreesden dat anders een revolutie de monarchie omver zou werpen en Rusland zich in dat geval uit de oorlog zou terugtrekken. In januari 1917 waarschuwde hij tsaar Nicolaas II van Rusland dat er een regering moest komen die het vertrouwen zou moeten genieten van de Doema. De tsaar ging echter niet in op Paléologues waarschuwing. Uiteindelijk was Paléologue getuige van de Februarirevolutie van 1917 die de monarchie ten val bracht.
Later dat jaar keerde Paléologue naar Frankrijk terug en in 1920 was hij secretaris-generaal van Buitenlandse Zaken ten tijde van het kabinet-Millerand.
Maurice Paléologue schreef met regelmaat artikelen voor het culturele tijdschrift Revue des Deux Mondes ("Tijdschrift van de Twee Werelden"). Ook schreef hij essays en novellen en diverse boeken over de tsaristische familie en zijn jaren als ambassadeur in Rusland. In zijn boeken wordt ook uitgebreid de relatie tussen tsarina Alexandra Fjodorovna en Grigori Raspoetin beschreven. Vanaf het begin van het bezoek van president Raymond Poincaré aan Sint-Petersburg op 20 juli 1914 tot aan zijn vertrek uit Rusland in 1917 hield Paléologue een oorlogsdagboek bij. Vermaard zijn ook zijn boeken over de geschiedenis van Rusland.
Vanwege zijn literaire gaven werd in Paléologue in 1928 tot lid verkozen van de Académie française.
Maurice Paléologue overleed op 85-jarige leeftijd, enkele weken na de bevrijding van Parijs, op 18 november 1944 aldaar.

## Werken
- L'Art chinois (1887)
- Vauvenargues (1890)
- Alfred de Vigny (1891)
- Profils de femmes (1895)
- Le Cilice (1901)
- Rome, notes d'histoire et d'art (1902)
- La Cravache (1904)
- Le Point d'honneur (1907)
- Dante, essai sur son caractère et son génie (1909)
- La Russie des tsars pendant la Grande Guerre (1921-23)
- Le Roman tragique de l'empereur Alexandre II (1923)
- Les Entretiens de l'impératrice Eugénie (1928)
- Alexandra Feodorowna, impératrice de Russie (1932)
- Un prélude à l'invasion de la Belgique. Le Plan Schlieffen, 1904 (1932)
- Guillaume II et Nicolas II (1935)
- Les Précurseurs de Lénine (1938)
- Élisabeth, impératrice d'Autriche. L'hérédité sinistre des Wittelsbach (1939)
- L'Écroulement du tsarisme (1939)
- Aux portes du jugement dernier. Élisabeth-Féodorowna, grande-duchesse de Russie (1940)
- Au Quai d'Orsay à la veille de la tourmente. Journal, 1913-1914 (1947)
- Journal de l'affaire Dreyfus, 1894-1899, l'affaire Dreyfus et le Quai d'Orsay (1955)
- Le crépuscule des tsars, publié en 2007 (journal de Maurice Paléologue lorsqu'il était ambassadeur de France en Russie de 1914 à 1917)

## Bron
- De Katholieke Encyclopaedie, door: Prof. dr. P. van der Meer OP (1953), dl. 19, blz. 592

## Verwijzingen
1. ↑  Blijkbaar was zij verwant aan Alexandru Paleologu
2. ↑  Maurice PALÉOLOGUE. Gearchiveerd op 21 maart 2023.
3. ↑  14-18, de Eerste Wereldoorlog, door: Dr. R.L. Schuursma, band 1, blz. 158 (1975)
4. ↑  14-18, de Eerste Wereldoorlog, door: Dr. R.L. Schuursma, band 2, blz. 708 (1975)
5. ↑  14-18, de Eerste Wereldoorlog, door: Dr. R.L. Schuursma, band 1, blz. 336 (1975)
6. ↑  Nicolaas en Alexander. De intieme geschiedenis van de laatste tsaren-familie, door: Robert K. Massie, (1970) blz. 398

- Biblioteca Nacional de España: XX1389026
- Bibliothèque nationale de France: cb12515516g (data)
- Catàleg d'autoritats de noms i títols de Catalunya: 981058524039706706
- CiNii: DA03308217
- Gemeinsame Normdatei: 118591320
- International Standard Name Identifier: 0000 0001 2140 2605
- Library of Congress Control Number: n50051831
- Nationale Bibliotheek van Letland: 000041932
- Base Léonore: LH//2039/7
- Bibliotheek van het Japanse parlement: 00524975
- Nationale Bibliotheek van Tsjechië: js2008400555
- Nationale bibliotheek van Australië: 35883717
- Nationale Bibliotheek van Israël: 987007266389605171
- Nederlandse Thesaurus van Auteursnamen: 069189994
- Istituto Centrale per il Catalogo Unico: RAVV048652
- LIBRIS: 82456
- Système universitaire de documentation: 03439530X
- Trove: 1130139
- Virtual International Authority File: 76423452
- WorldCat: E39PBJyMkJbPBGtYYWYfvXTGpP